# Almeers Jeugd Symfonie Orkest
Het  Almeers Jeugd Symfonie Orkest (AJSO) is een Nederlands jeugdsymfonieorkest uit Almere. Het AJSO viel onder kunstencentrum de Kunstlinie, Almere, maar is in 2013 een eigen stichting begonnen.
Het orkest speelt muziek variërend van licht tot klassiek, en geeft jaarlijks ongeveer tien concerten. Het orkest staat onder leiding van dirigent Daan Welle. Repetities vinden plaats in de Schouwburg Almere. Anno 2022 heeft het orkest ongeveer tachtig leden.
De burgemeester van Almere is de beschermheer van het AJSO. Ook zijn voorgangers Annemarie Jorritsma, Hans Ouwerkerk en Ralph Pans waren beschermheer / beschermvrouwe van het orkest.

## Geschiedenis van het AJSO
In 1987 begon Hans Welle met een klein clubje van drie leden, aanvankelijk onder de naam the Muppets. Elk jaar weer kwamen er orkestleden bij, uitgroeiend tot een orkest van over de 50 leden. Vanaf 16 februari 1997 kreeg het orkest een nieuwe naam: het Almeers Jeugd Symfonie Orkest. Later kreeg het orkest orkestkleding (blouses), en kreeg het AJSO zijn eigen identiteit. Inmiddels bestaat het orkest uit ongeveer tachtig jongeren.
In 2002 maakte het AJSO haar eerste cd met lichte muziek, een project naar aanleiding van het 15-jarig bestaan van het orkest.
Op 4 maart 2006 won het AJSO de voorronde van het Nationaal Concours voor Jeugdsymfonieorkesten 2006. Het AJSO speelde werken van Edvard Grieg, Pjotr Iljitsj Tsjaikovski en R.W. Smith. Op de finale op 23 april 2006 behaalde het orkest een tweede plaats.
Tijdens het 30-jarig jubileum speelde het AJSO voor het eerst in het uitverkochte Concertgebouw in Amsterdam.  Voor ons was dat een droom die uitkwam. Het 35-jarig jubileumconcert was tevens het afscheidsconcert van dirigent en oprichter Hans Welle. Als ere-dirigent en coördinator van de ensembles blijft hij zich inzetten voor de stichting AJSO. Inmiddels heeft zijn zoon, Daan Welle, het dirigeerstokje overgenomen.

## 25 jaar AJSO
Februari 2013 vierde het AJSO hun 25-jarig bestaan. Hierbij werden twee concerten gegeven, met een gastoptreden van Jan Vayne. De twee concerten zijn opgenomen door omroep Flevoland en uitgezonden tijdens Pasen.

## Stichting AJSO
Sinds mei 2013 is het Almeers Jeugd Symfonie Orkest een eigen stichting geworden in verband met bezuinigingen. Onder de stichting valt niet alleen het Almeers Jeugd Symfonie Orkest, maar ook drie andere orkesten: de strijkersklas (voor strijkers die een jaar of twee les hebben gehad), de Orkestklas (voor kinderen die beginnen in een orkest), het Juniororkest (voor scholieren die al ervaring in een orkest hebben gehad). 

## Repertoire
Het repertoire van het AJSO varieert van klassieke werken tot moderne filmmuziek. Hierdoor kunnen concerten gegeven worden met een klassieke invulling, een programma met lichte muziek, of een combinatie. Enkele stukken die op het repertore staan:
Klassiek
- Pictures at an Exhibition - M. Moussorgsky & M. Ravel
- Symfonie nr. 1 "The Lord of the Rings", deel 1: Gandalf  - Johan de Meij
- Ouverture Die Zauberflote - W.A. Mozart
- Fjoer en Fidusje - Timothy Travis
- Light Cavalery Overture - F. von Suppé
- Radetsky Mars - J. Straus sr.
- Poem for orchestra - John Tatgenhorst
- Intermezzo Sinfonico - P. Mascagni, arr. C. Simpson
- Schindlers List - J. Williams

Licht
- Pirates of the Caribbean: at World's end - Hans Zimmer
- Themes from 007
- Theme 20th Century Fox
- Nederlandse Medley - diverse, bewerking van Jan Wessels
- Hopak - M. Moussorgsky
- The Phantom of the Opera - A.L. Webber
- Satchmo - Diversen, bewerking van Ted Ricketts
- Sir Duke - Stevie Wonder, bewerking van Hans Welle

In het kader van het begeleiden van Danny de Munk, Ernst Daniel Smid, Fiorenza en een groot koor:
- Ik voel me zo verdomd alleen - Herman van Veen, arr. J. Bremer
- De glimlach van een kind - J.J. Kluger, L. Post, arr. J. Bremer
- Buena Sera - Louis Prima, arr. J. Bremer
- Vrienden voor het leven - arr. N. Gerarts
- Bloemetje - arr. N. Gerarts
- Hart en ziel - J. Brel, arr. Hans Welle
- Toreador's Song - G. Bizet, arr. N. Wicken
- Italiaanse Medley - diversen
- Nabucco, coro di Schiavi Ebrei - G. Verdi
- Il Trovatore, coro di zingarte canzone - G. Verdi
- When you believe - S. Schwartz, arr. J. Moss
- Pomp and Circumstance, processional - E. Elgar, arr. M.J. Isaac
- Mijn leven is van mij - M. Kunze, S. Levay
- Adesso Tu
- Araba Fenice
- Karmen
- Dint'E Pensiere
- Luca Nella Notte

## Dirigent
De dirigent van het AJSO is Daan Welle (1989). Welle studeerde van 2005 t/m 2007 trombone aan het Conservatorium van Amsterdam. Aan hetzelfde conservatorium volgde hij van 2011 t/m 2015 de opleiding Docent Muziek en vervolgens de tweejarige contractstudie orkestdirectie.
Van 2015 t/m 2018 was Daan dirigent bij Jeugdsymfonieorkest OpStreek en won hij met dit orkest het Nationaal Concours voor Jeugdsymfonieorkesten (3e afdeling).
Bij Stichting AJSO dirigeert Daan vanaf 2017 de Orkestklas en vanaf 2018 het Juniororkest. Per 2023 is Daan dirigent van het Almeers Jeugd Symfonie Orkest en artistiek leider van Stichting AJSO. Naast zijn werkzaamheden bij Stichting AJSO is Daan actief als trombonedocent bij CKV Almere en als trombonist, dirigent en/of arrangeur bij diverse projecten.

## Buitenlandse reizen
Regelmatig gaat het AJSO op concertreis naar het buitenland:
- 2024: Provence (Frankrijk)
- 2022: Malta
- 2018: Toscane (Italië)
- 2015: Londen (Engeland)
- 2013: Wenen (Oostenrijk)
- 2010: Berlijn (Duitsland)
- 2008: Barcelona (Spanje)
- 2007: Ardennen (België)
- 2006: Tour door Disneyland Parijs, Parijs, Brugge en Oostende (Frankrijk en België)
- 2005: Aalborg (Denemarken)
- 2002: Praag (Tsjechië)
- 1999: Kassel (Duitsland)